# 시비시비
"시비시비"는 1992년에 개봉한 대한민국의 영화이다.

## 캐스팅
- 박용식 : 최달수 역
- 김상락 : 오중배 역
- 정동남 : 조쇠똥 역
- 서우림 : 청산댁 역
- 김봉근 : 박부자 역
- 박선주 : 박여옥 역
- 최동준 : 권영철 역
- 양영준 : 권 영감 역
- 윤덕용 : 윤초시 역
- 주상호 : 주 영감 역
- 김종구 : 꺽쇠 역
- 이석구 : 병삼 역
- 백찬기 : 소장 역
- 허기호 : 염씨 역
- 연운경 : 이씨 역
- 조혜수 영란 역
- 박용팔 : 박 노인 역
- 이백 : 이 노인 역
- 장욱 : 처남 1 역
- 이규현 : 처남 2 역
- 이두섭 : 용팔 역
- 임택선 : 봉필 역
- 금미소 : 화산댁 역
- 박현숙 : 꺽쇠 처 역
- 김정림 : 길례 역
- 김신명 : 서촌아낙 역
- 박예숙 : 서촌아낙 역
- 최연수 : 서촌아낙 역
- 남정희 : 서촌아낙 역
- 권일정 : 동촌아낙 역
- 강희 : 동촌아낙 역
- 권회목 : 선원 1 역
- 김흥수 : 선원 2 역
- 유쾌한 : 순사 역
- 강진희 : 부뜰이 역
- 서동현 : 패거리 역
- 백인성 : 패거리 역
- 최성렬 : 패거리 역
- 함종근 : 패거리 역
- 성준호 : 패거리 역
- 박현숙 : 꺽쇠 처 역
- 강진희 : 부뜰이 역
- 임동진 : 전임소장 역 (특별출연)
- 김순철 : 양정오 역 (특별출연)
- 최주봉 : 춘배 역 (특별출연)